# 丹麦护照
丹麦护照（丹麥語：Dansk pas）是颁发给丹麦王国公民的护照，以方便国际旅行。除了作为丹麦公民身份的证明外，它们还有助于从丹麦领事官员海外（或其他欧盟领事馆或北欧使团）获得协助在丹麦领事官员缺席的情况下）。
丹麦、格陵兰和法罗群岛的国民存在不同的版本，尽管它们没有表明不同的国籍，所有的持有人都是丹麦公民。居住在格陵兰的丹麦国民可以选择丹麦-欧盟护照或丹麦-格陵兰护照。
每个丹麦公民（居住在法罗群岛的国民除外）也是欧盟公民。护照持有者有权在欧洲经济区和瑞士享受迁徙自由。在北欧国家内旅行时，由于北欧护照联盟的存在，北欧公民在法律上不需要身份文件。

根据2022年1月的亨利护照指数，丹麦公民可以在没有签证或有落地签证的情况下可访问188个国家/地区。

## 持照人签证要求

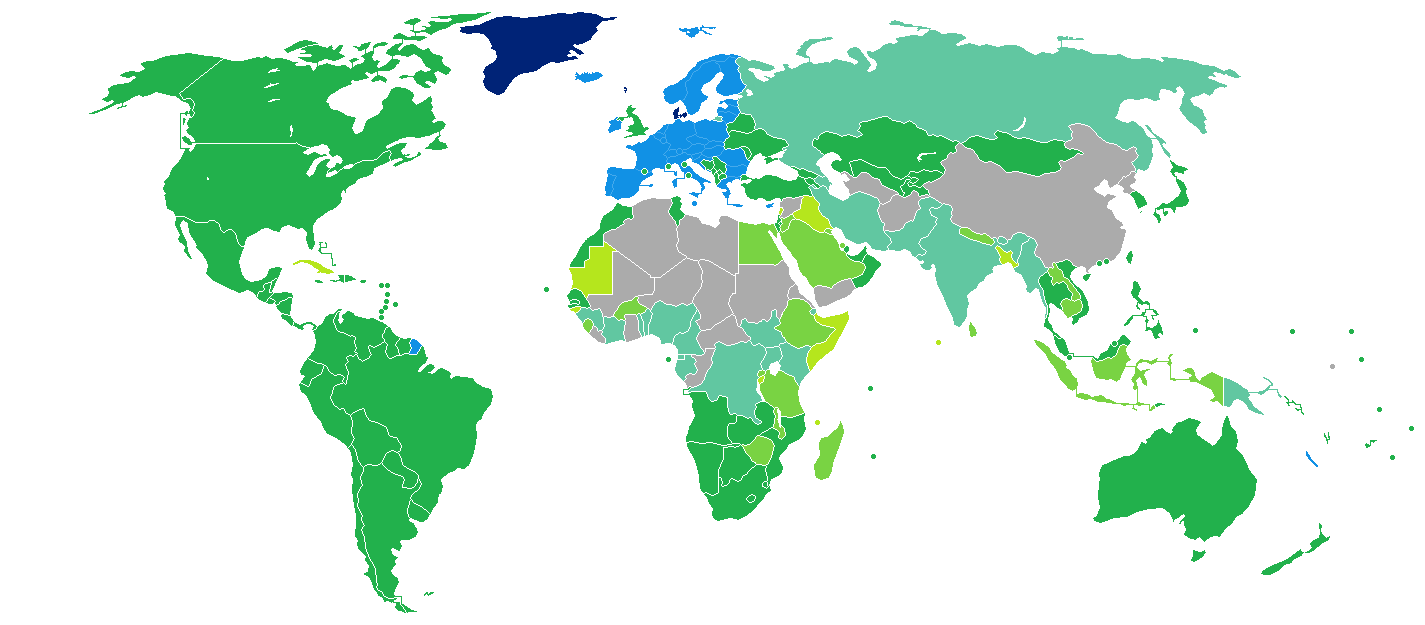
丹麦公民的签证要求
丹麦王国
可自由迁徙
免签证国家/地区
落地签证
电子签证
落地签证/电子签证
需要签证

根据2025年1月8日发布的亨利护照指数，丹麦护照可免签证、落地签证或电子签证入境191个国家和地区，位居世界第4，与奥地利、爱尔兰、卢森堡、荷兰、挪威、瑞典护照并列。
根据世界旅游组织2016年的报告，丹麦护照在旅行自由度方面位居世界第一（与芬兰、德国、意大利、卢森堡、新加坡和英国并列）。
作为一个欧盟成员国，丹麦公民在欧洲经济区内享有自由流动。公民权利指令定义了欧洲经济区公民的自由移动权利。且所有欧盟和欧洲自由贸易联盟国民不仅免签证，而且在法律上有权进入和居住在对方的国家。